# Frazer Clarke
Frazer Clarke (Burton upon Trent, 7 de agosto de 1991) é um boxeador britânico, medalhista olímpico.

## Carreira
Clarke conquistou a medalha de bronze nos Jogos Olímpicos de Verão de 2020 em Tóquio como representante da Grã-Bretanha, após confronto na semifinal contra o uzbeque Bakhodir Jalolov na categoria peso superpesado. Em 2017, ele disputou o Campeonato Europeu e terminou com a medalha de prata, apesar de uma ruptura no tendão da coxa a caminho da final. Foi anunciado em dezembro de 2021 que havia assinado um contrato com a empresa promocional BOXXER.